# Alberique
Alberique (en valenciano y oficialmente Alberic) es un municipio y localidad española de la provincia de Valencia, en la Comunidad Valenciana. Cuenta con una población de 10 519 habitantes (INE 2020). Además, forman parte del término las urbanizaciones de montaña de San Cristóbal, Monte Júcar, El Vedat y El Figueral.

## Toponimia
El topónimo en español es Alberique, en consecuencia de la usual lógica del lenguaje con respecto a voces no castellanas con terminación en «c». En valenciano y oficialmente el nombre de la localidad es Alberic. Antiguamente, también se conocía a la localidad como Alberich.

## Geografía
Integrado en la comarca de la Ribera Alta, se sitúa a 46 km de la capital provincial, Valencia. El término municipal está atravesado por la Autovía del Mediterráneo (A-7) y por carreteras locales que conectan con Tous (CV-541), Masalavés (antigua N-340), Benimuslem (CV-550) y Puebla Larga (CV-545).
El relieve es predominantemente llano, a excepción de un pequeño sector occidental, donde se encuentran las primeras estribaciones de la sierra de Tous, y al sur, donde la Loma Llarga hace de límite con Gabarda. La villa se encuentra en la llanura, entre la margen izquierda del Júcar y la acequia Real. El río Verde hace de límite natural con Masalavés por el norte y el Júcar con Castelló y Carcagente por el este y el sur.
La altitud oscila entre los 180 m al suroeste (Loma Llarga) y los 20 m a orillas del río Júcar. El pueblo se alza a 28 m sobre el nivel del mar.
| Noroeste: Alcira (exclave)        | Norte: Masalavés y Benimodo (exclave) | Noreste: Alcira y Benimuslem |
| Oeste: Antella y Alcira (exclave) |                                       | Este: Carcagente             |
| Suroeste: Gavarda                 | Sur: Gavarda y Castelló               | Sureste: Castelló            |

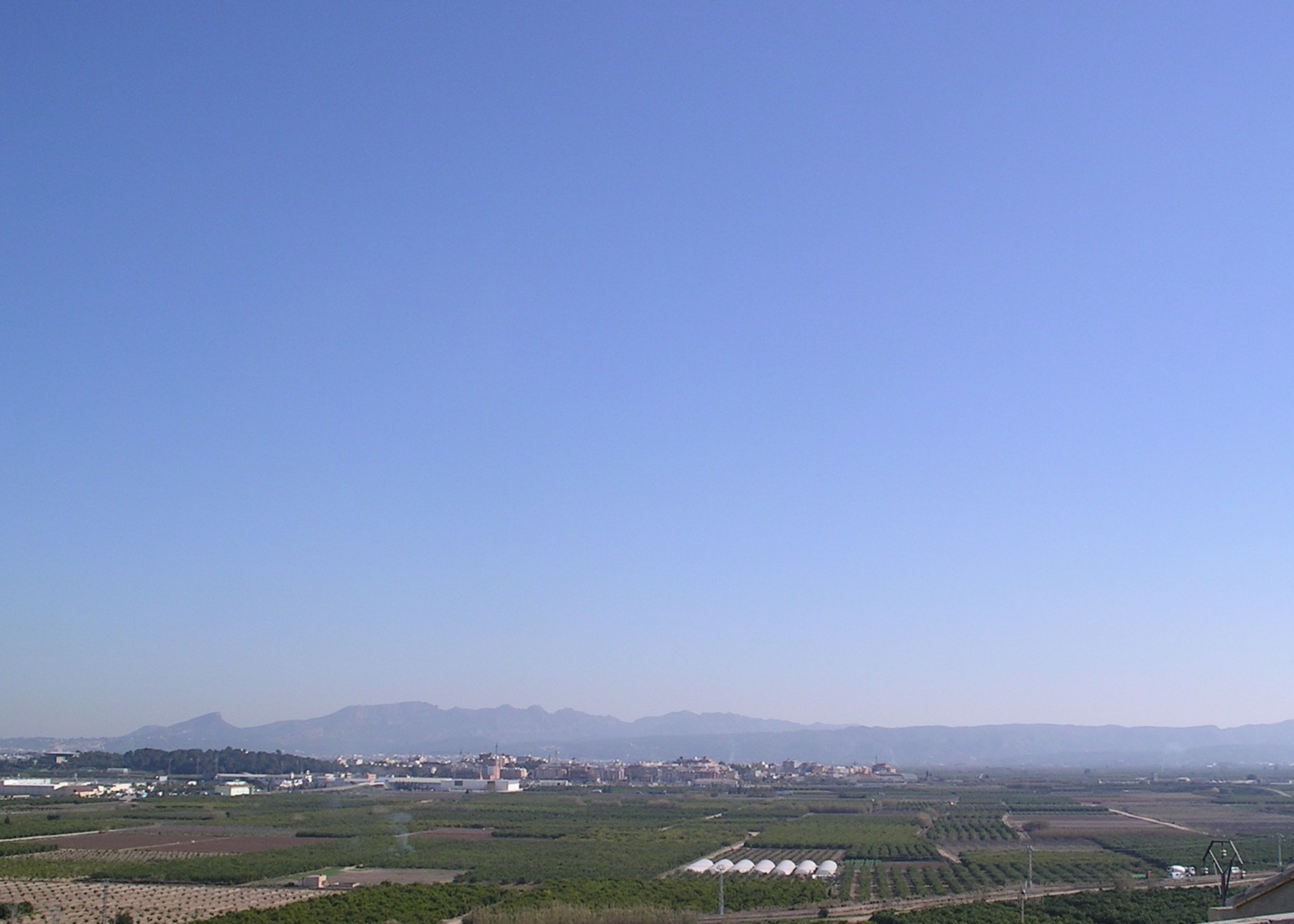
Vista de Alberique desde la montaña de San Cristóbal

El clima es clima mediterráneo, con inviernos suaves y veranos cálidos.

## Historia

### De los orígenes a la Reconquista
Se ignora el nombre que tenían estas tierras antes de la Reconquista, lo que sí sabemos es que estuvieron pobladas en la Edad del Bronce y por los romanos.
Tras la reconquista (octubre de 1238) Alberique pasó a formar parte de los territorios de Jaime I de Aragón, que mantuvo la población íntegramente musulmana que había en aquel momento, otorgando el señorío a Lope Ferreinch de Lurcenich. Es de suponer que los habitantes no experimentaron muchos cambios negativos en su situación económica, dado que los tributos y cargas impuestas por el rey musulmán Zayd Abu Zayd eran tantos que era difícil empeorarlos.
El señorío pasó por diversas manos a través de compras, (incluidas las de Jaime II de Aragón, quien lo compró con carácter personal) hasta llegar a ser propiedad de Jaime de Romaní. Este tomó parte muy activa en la insurrección contra el rey Pedro IV de Aragón, el cual, tras reprimir la revuelta, lo hizo decapitar y ajustició a los que tomaron parte en la sublevación haciéndoles beber el líquido resultante de fundir las campanas con las que habían sido convocados. Alberique y todos sus habitantes volvieron a la jurisdicción real.
Casualmente, la hija de Jaume de Romaní recuperó el señorío después de que su madre lo recomprara al rey, aunque ella no podía heredarlo, por lo que su madre lo vendió y casó a su hija con el hermano del comprador. Un año después, murió el propietario y tres años después su hijo con lo que el señorío pasó a manos del matrimonio.
Después de diversas compras y ventas, recaló el señorío en manos de Lluís Cornell, quien mantenía una gran amistad con el escritor Joanot Martorell. Se conserva la carta que Joanot Martorell firma en Alberique y donde reta a duelo a muerte a Gonzalbo de Ixer.
Entre otros, formó parte del patrimonio del cardenal Mendoza, que compró Alberique por intervención del financiero Luis de Santángel. El cardenal mantuvo durante toda su vida que era descendiente directo de Rodrigo Díaz de Vivar, El Cid. A su hijo le puso el nombre de Rodrigo Díaz de Vivar y Mendoza y cambió el nombre del Castillo de Jadraque por el del Cid para que su primogénito pudiera tener el título de conde del Cid.
El cardenal fomentó la repoblación con musulmanes procedentes de Granada, construyendo más de cien casas nuevas en el pueblo. A los pocos años, después de que Fernando II de Aragón legitimara a sus tres hijos, dejó el señorío en manos del primogénito.

### Las Germanías
Durante la rebelión de las Germanías, Alberique estaba en manos del marqués de Cenete y contaba con mayoría de población musulmana y durante la primera revuelta del pueblo cristiano frente a los señores feudales, los "agermanados" venidos de Alcira y Játiva atacaron Alberic, que fue defendido por los vasallos musulmanes.
Los "agermanados" obligaron a los musulmanes a bautizarse para así incrementar sus tropas, lo que provocó una insurrección de éstos para evitar el bautismo. El señor feudal pidió a los musulmanes que se bautizaran a fin de evitar represalias y la mezquita fue convertida en iglesia dedicada a San Lorenzo.

### Expulsión de los moriscos
En 1609, fue decretada la expulsión de los moriscos por el rey Felipe III de España con la clara oposición de estos. El día 26 de octubre de ese año, desde el puerto de Denia fueron expulsados 3406 musulmanes de Alberique con destino a Orán, mientras un importante número permaneció en el pueblo defendiendo sus pertenencias.
El rey concedió nuevas posesiones en Alberique al duque del Infantado que impuso duras condiciones a la población, lo que causó su empobrecimiento.

### SiglosXVIII,XIXyXX
Se mantuvieron diversos pleitos judiciales contra el duque y finalmente, después de muchos esfuerzos se consiguió la reincorporación a la Corona en 1802 (no sin abonar una importante cantidad de dinero) confirmada en 1835, después del proceso comenzado en 1764.
En 1854, el ayuntamiento derribó la casa palacio que había en la plaza, hoy ocupada por un jardín, varias casas y la Casa de la Cultura.
Destacable también son los enfrentamientos ocurridos durante las guerras carlistas, que junto a las pestes, aconsejaron la construcción de una muralla.
Finalmente, cabe destacar que durante la guerra civil española, en Alberique existía una fábrica de armas, donde se hacía el fusil llamado "Naranjero".

## Demografía
Alberique cuenta con una población de 10 945 habitantes (INE 2024).
| Gráfica de evolución demográfica de Alberique entre 1842 y 2021                                                     |
| |
| Población de derecho según los censos de población del INE Población de hecho según los censos de población del INE |

## Economía
Actualmente, la actividad económica más importante es la agricultura (los naranjos han desplazado al arroz), pero la industria es cada vez más importante desde que en 1997 se inauguró un polígono industrial que está en plena expansión.

## Administración y política
| Periodo   | Nombre                                                                                     | Partido               |
| --------- | ------------------------------------------------------------------------------------------ | --------------------- |
| 1979-1983 | Salvador Hurtado Radal                                                                     | PSPV-PSOE             |
| 1983-1987 | Vicente Lázaro Andreu                                                                      | PSPV-PSOE             |
| 1987-1991 | José María Álvarez                                                                         | CDS                   |
| 1991-1995 | Domingo Morcillo                                                                           | EUPV                  |
| 1995-1999 | Domingo Morcillo                                                                           | EUPV                  |
| 1999-2003 | Enrique Carpi Cortés                                                                       | PP                    |
| 2003-2007 | Enrique Carpi Cortés                                                                       | PP                    |
| 2007-2011 | Enrique Carpi Cortés (hasta el 25/11/2009) Faustino Sala Carceller (desde el 27/11/2009)   | PP                    |
| 2011-2015 | Faustino Sala Carceller (hasta el 20/01/2012) Toño Carratalá Mínguez (desde el 20/01/2012) | PP                    |
| 2015-2019 | Toño Carratalá Mínguez                                                                     | Ciutadans per Alberic |
| 2019-2023 | Toño Carratalá Mínguez                                                                     | Ciutadans per Alberic |
| 2023-act. | Toño Carratalà Mínguez                                                                     | Ciutadans per Alberic |

## Patrimonio
- Capilla del Calvario.

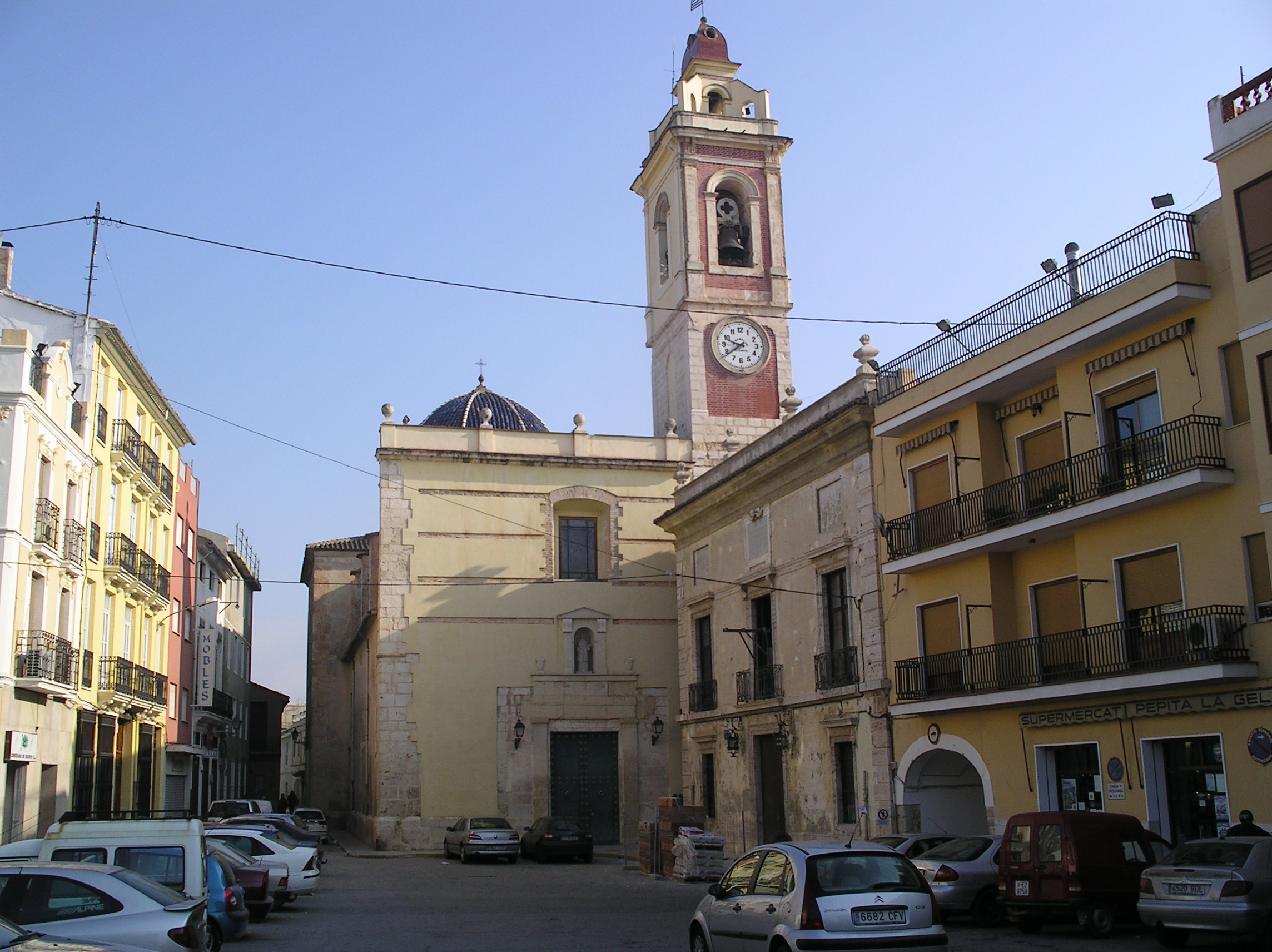
Vista de la plaza del Ayuntamiento de Alberique, con la iglesia de San Lorenzo

- Convento de Nuestra Señora de los Ángeles, de finales del siglo XVII.
- Ermita de Santa Bárbara.Edificio de finales del siglo XVIII.
- Iglesia de San Lorenzo Mártir. Construida en 1695 sobre una mezquita, pero no se terminó hasta 1701. Destaca la Capilla de la Comunión de estilo barroco.
- Ayuntamiento. (1789)

## Fiestas
- Las Fallas: fiestas tradicionales con cuatro comisiones falleras: "Comisión Local Fallera", "El Corral", "L'Amistad" y "Lo Millor". Todas tiene sus diferentes actos como presentaciones, despertadas y pasacalles, y actos conjuntos organizados por la "Junta Local Fallera de Alberique", como la Cabalgata del Ninot, y la Ofrenda a la Virgen del Rosario. Los principales actos se celebran entre el 15 y 19 de marzo, acabando el 19, festividad de San José, con la "Cremá" de las Fallas.
- Domingo de Ramos: Día grande de Alberique, que comienza con una despertada ("Despertà") a las 7 de la mañana, por toda la población. A media mañana es el momento de la "Bendición y Procesión de las Palmas" desde una iglesia a la otra. Seguidamente, en el paraje conocido como "La Montañeta" da lugar un concurso de lechugas ("El concurs de l'Encissam"), donde un jurado valora la cualidad, sabor y color de las lechugas que venden varias paradas en la subida hasta la ermita. Mientras, y durante todo el día, la ermita está abierta con las imágenes de los "Pasos" de Semana Santa preparados en sus respectivas andas para que, al anochecer, se bajen al pueblo. Después del concurso, será la hora de la Mascletá. Ya por la tarde, a las 4, da comienzo una especie de apuntada ("L'Apuntà"), donde los cofrades acuden a la Casa de la Cofradía y renuevan la inscripción a la cofradía o se apuntan de nuevo, dando como propina la voluntad. Mientras, en la plaza de la Constitución, a las 4 también, tiene lugar el Festival de Bandas de Música y de Tambores y Cornetas. Las bandas que al anochecer acompañan a las cofradías, tocan en la plaza y salen en Desfile hasta "la Montañeta". A las 19:45 horas se tira un castillo y las 21 salvas, dando comienzo la bajada de los santos ("Baixà dels Sants"), que trasladan las Imágenes desde la ermita hasta la plaza, donde después de la procesión, acudirán a casa de los Cofrades Mayores, donde estarán toda la semana expuestos en los tradicionales "Arreglos" (representaciones artísticas de la época de la Pasión y Muerte de Jesús u otro tipo de representaciones más actuales confeccionadas artesanalmente por los cofrades). Las cofradías son: "Oración de Jesús en el Huerto", "Real Cofradía de la Preciosísima Sangre de Nuestro Señor Jesucristo - Ecce-homo", "Jesús Nazareno", "Cristo de la Fe", "La Piedad y el Santo Sepulcro","Virgen de la Soledad" y el "Santo Cáliz". También, durante el transcurso de la Semana Santa se celebran todo tipo de procesiones religiosas.
- Feria y fiestas de San Juan y San Pedro ("Fira i Festes de Sant Joan i Sant Pere"): En junio, son las fiestas del pueblo con numerosos actos de todas las entidades y sociedades locales, además de muchos otros actos lúdicos, festivos y culturales. Duran alrededor de unos 15 días que empiezan con la Presentación de la Reina de las fiestas y su corte de Honor, y acaban con la Cabalgata de Fin de Feria y un castillo, el 29 de junio.
- San Lorenzo (Sant Llorenç): Festividad del Patrón que se celebra el 10 de agosto con diferentes actos como el de la noche de la sandía ("Nit del Meló"), o una cordada ("Cordà") de cohetes y petardos.
- Virgen del Rosario: Festividad de la Patrona, se celebra el primer domingo de octubre, con una procesión.
- "Fiesta de la Mona" o "Fiesta del Panquemado": El 8 de octubre, víspera de la festividad de la Comunidad Valenciana, es costumbre que el Gremio de Horneros de Alberique regale a sus vecinos un vaso de chocolate acompañado de este típico dulce.
- Además de todas estas fiestas, hay otras de interés, como "La Virgen de agosto" o de "la Asunción" (15 de agosto), "Santa Cecilia" (en noviembre); "Virgen Milagrosa" (27 de noviembre); "Hijas de María" (8 de diciembre).
- También tiene relativa importancia las celebraciones que cada barrio celebra a su patrón. Alguno de ellos tan sólo celebra una misa o procesión en memoria del Santo patrón, otros realizan más actos, dependiendo de lo grande que sea el barrio.

## Gastronomía
- Mona de Pascua